# Adisura bella
Adisura bella là một loài bướm đêm trong họ Noctuidae.